# Negostina, Suceava
Negostina este un sat în comuna Bălcăuți din județul Suceava, Bucovina, România.
Negostina este o localitate aflată la doar câțiva kilometri de granița României cu Ucraina, iar majoritatea populației este de etnie ucraineană. 
Satul Negostina este una din cele mai reprezentative comunități de ucraineni din România, aici având loc din când în când festivaluri folclorice la care participă și oficialități ale statului ucrainean.
În acest sătuc se află un bust al poetului național al Ucrainei, Taras Șevcenko (1814-1861). În prezent, pe teritoriul României există doar 3 busturi ale lui Taras Șevcenko: unul în satul Negostina, al doilea în Parcul Herăstrău din București și al treilea in orașul Tulcea. Anual, în zilele de 9 și 10 martie, sunt depuse coroane de flori la bustul poetului ucrainean de către oficialități ale statului ucrainean și ale statului român. 

## Recensământul din 1930
Componența etnică a satului Negostina
     Români (43,35%)
     Germani (1,94%)
     Evrei (0,85%)
     Ruteni (51,3%)
     Ruși (1,96%)
     Polonezi (0,6%)
Componența confesională a satului Negostina
     Ortodocși (95,8%)
     Romano-catolici (2,3%)
     Mozaici (0,85%)
     Greco-catolici (0,75%)
     Altă religie (0,3%)
Conform recensământului efectuat în 1930, populația satului Negostina se ridica la 1957 locuitori. Majoritatea locuitorilor erau ruteni (51,3%), cu o minoritate de germani (1,94%), una de evrei (0,85%), una de români (43,35%), una de ruși (1,96%) și una de polonezi (0,6%). Din punct de vedere confesional, majoritatea locuitorilor erau ortodocși (95,8%), dar existau și greco-catolici (0,75%), mozaici (0,85%) și romano-catolici (2,3%). Alte persoane au declarat: evanghelici\luterani (4 persoane) și adventiști (4 persoane).

## Imagini

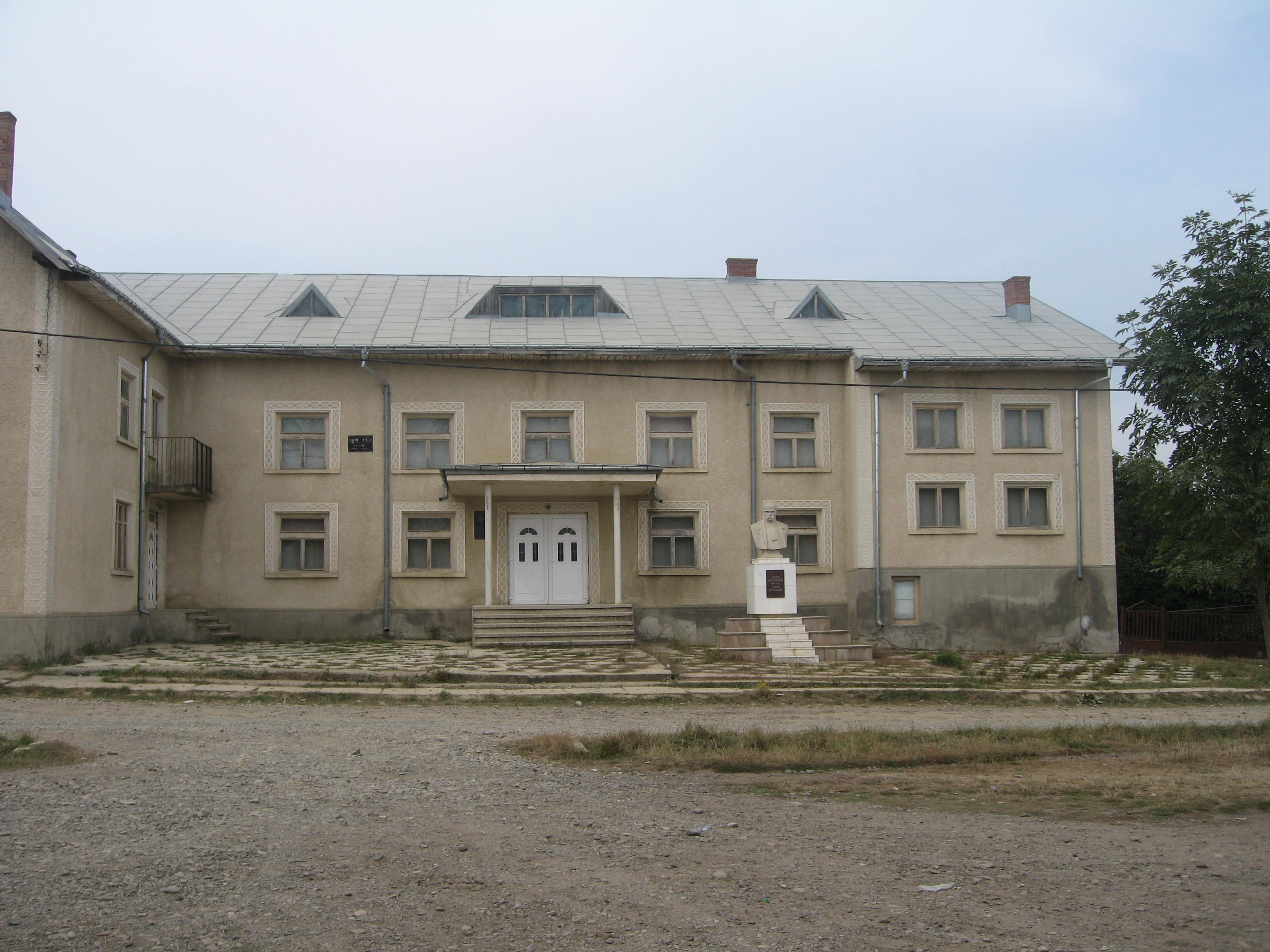
Căminul Cultural din Negostina. În faţa sa se află bustul poetului ucrainean Taras Şevcenko.
Bustul poetului ucrainean Taras Şevcenko din Negostina
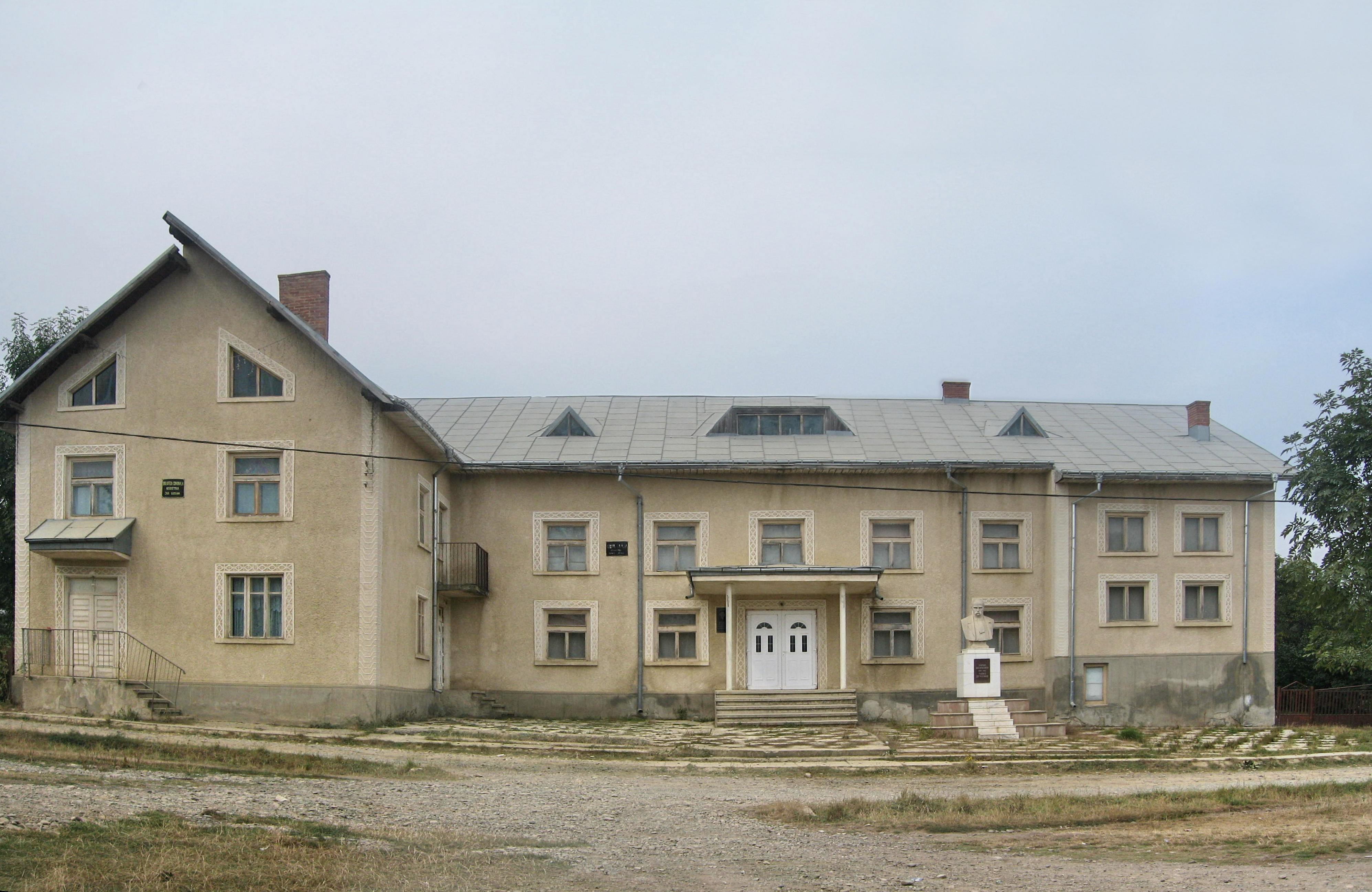
Căminul Cultural din Negostina. În faţa sa se află bustul poetului ucrainean Taras Şevcenko.

## Legături externe
- pl Negostyna în Dicționarul geografic al Regatului Poloniei și al altor țări slave, volum VI (Malczyce — Netreba) 1885